# Giro di Slovenia 2000
Il Giro di Slovenia 2000, settima edizione della corsa, si svolse dal 16 al 21 maggio su un percorso di 918 km ripartiti in 5 tappe e un cronoprologo, con partenza e arrivo a Novo Mesto. Fu vinto dallo sloveno Martin Derganc della Krka-Telekom Slovenije davanti al croato Vladimir Miholjević e allo sloveno Boris Premužič.

## Tappe
| Tappa  | Data      | Percorso                                    | km  | Vincitore di tappa | Leader cl. generale |
| ------ | --------- | ------------------------------------------- | --- | ------------------ | ------------------- |
| Prol.  | 16 maggio | Novo Mesto > Novo Mesto (cron. individuale) | 2,2 | László Bodrogi     | László Bodrogi      |
| 1ª     | 17 maggio | Čatež > Radenci                             | 198 | Christian Weber    | Christian Weber     |
| 2ª     | 18 maggio | Radenci > Beltinci                          | 166 | Dario David Cioni  | Christian Weber     |
| 3ª     | 19 maggio | Slovenska Bistrica > Lubiana                | 161 | Uroš Murn          | Boris Premužič      |
| 4ª     | 20 maggio | Ribnica > Mangart                           | 204 | Mitja Mahorič      | Martin Derganc      |
| 5ª     | 21 maggio | Nova Gorica > Novo Mesto                    | 187 | Seweryn Kohut      | Martin Derganc      |
| Totale | Totale    | Totale                                      | 918 |                    |                     |

## Dettagli delle tappe

### Prologo
- 16 maggio: Novo Mesto > Novo Mesto (cron. individuale) – 2,2 km

| Pos. | Corridore       | Squadra      | Tempo |
| ---- | --------------- | ------------ | ----- |
| 1    | László Bodrogi  | Mapei        | 2'23" |
| 2    | Christian Weber | KIA-Villiger | a 1"  |
| 3    | Matija Kotnik   |              | a 2"  |

| Pos. | Corridore      | Squadra | Tempo |
| ---- | -------------- | ------- | ----- |
| 1    | László Bodrogi | Mapei   | 2'23" |

### 1ª tappa
- 17 maggio: Čatež > Radenci – 198 km

| Pos. | Corridore       | Squadra      | Tempo    |
| ---- | --------------- | ------------ | -------- |
| 1    | Christian Weber | KIA-Villiger | 4h37'00" |
| 2    | Alexandre Moos  | KIA-Villiger | a 32"    |
| 3    | Boris Premužič  | Krka         | s.t.     |

| Pos. | Corridore       | Squadra      | Tempo    |
| ---- | --------------- | ------------ | -------- |
| 1    | Christian Weber | KIA-Villiger | 4h39'14" |

### 2ª tappa
- 18 maggio: Radenci > Beltinci – 166 km

| Pos. | Corridore         | Squadra | Tempo    |
| ---- | ----------------- | ------- | -------- |
| 1    | Dario David Cioni | Mapei   | 3h55'34" |
| 2    | Boštjan Mervar    | Krka    | s.t.     |
| 3    | Matej Marin       |         | s.t.     |

| Pos. | Corridore       | Squadra      | Tempo    |
| ---- | --------------- | ------------ | -------- |
| 1    | Christian Weber | KIA-Villiger | 8h34'48" |

### 3ª tappa
- 19 maggio: Slovenska Bistrica > Lubiana – 161 km

| Pos. | Corridore     | Squadra | Tempo    |
| ---- | ------------- | ------- | -------- |
| 1    | Uroš Murn     | Krka    | 3h55'47" |
| 2    | Mitja Mahorič |         | s.t.     |
| 3    | Igor Kranjec  |         | a 2'24"  |

| Pos. | Corridore      | Squadra | Tempo     |
| ---- | -------------- | ------- | --------- |
| 1    | Boris Premužič | Krka    | 12h33'44" |

### 4ª tappa
- 20 maggio: Ribnica > Mangart – 204 km

| Pos. | Corridore           | Squadra | Tempo    |
| ---- | ------------------- | ------- | -------- |
| 1    | Mitja Mahorič       |         | 3h39'49" |
| 2    | Martin Derganc      | Krka    | s.t.     |
| 3    | Vladimir Miholjević | Krka    | s.t.     |

| Pos. | Corridore      | Squadra | Tempo     |
| ---- | -------------- | ------- | --------- |
| 1    | Martin Derganc | Krka    | 16h13'30" |

### 5ª tappa
- 21 maggio: Nova Gorica > Novo Mesto – 187 km

| Pos. | Corridore      | Squadra    | Tempo    |
| ---- | -------------- | ---------- | -------- |
| 1    | Seweryn Kohut  | Amore & V. | 4h28'54" |
| 2    | Petr Herman    | PSK Unit   | a 46"    |
| 3    | Charles Dionne |            | s.t.     |

| Pos. | Corridore           | Squadra | Tempo     |
| ---- | ------------------- | ------- | --------- |
| 1    | Martin Derganc      | Krka    | 20h43'10" |
| 2    | Vladimir Miholjević | Krka    | a 16"     |
| 3    | Boris Premužič      | Krka    | a 1'06"   |

## Classifiche finali

### Classifica generale
| Pos. | Corridore           | Squadra      | Tempo     |
| ---- | ------------------- | ------------ | --------- |
| 1    | Martin Derganc      | Krka         | 20h43'10" |
| 2    | Vladimir Miholjević | Krka         | a 16"     |
| 3    | Boris Premužič      | Krka         | a 1'06"   |
| 4    | Sylvain Beauchamp   | Shaklee      | a 1'34"   |
| 5    | Mitja Mahorič       |              | a 1'42"   |
| 6    | Brian Walton        | Saturn       | a 1'55"   |
| 7    | Christian Weber     | KIA-Villiger | a 2'04"   |
| 8    | Eddy Ratti          | Mapei        | a 2'50"   |
| 9    | Alexandre Moos      | KIA-Villiger | a 3'21"   |
| 10   | Seweryn Kohut       | Amore & V.   | a 4'16"   |